# Jack Twist
Jack Twist (né à Lightning Flat dans l'État du Wyoming, 1944-1983) est un personnage d'une célèbre nouvelle d'Annie Proulx (Brokeback Mountain), du film qu'en a tiré Ang Lee (Le Secret de Brokeback Mountain) et de l'opéra de Charles Wuorinen. 
Lors de l'été 1963, Jack rencontre Ennis del Mar lors d'une transhumance sur la montagne Brokeback (lieu imaginé par l'autrice) dans le Wyoming, avec lequel il commence une liaison. Malgré cette intense idylle dans la montagne, ils font leur vie chacun de leur côté. Jack se marie avec Lureen Newsome, fille d'un marchand de gros matériel agricole et s'installe avec elle à Childress au Texas. Il a un fils dyslexique, Bobby. Il retrouve Ennis del Mar en 1967 et vit une histoire d'amour cachée avec lui, ne se rencontrant qu'épisodiquement pendant 15 ans. En 1983, il trouve la mort au Texas dans des circonstances non clairement élucidées (accident, crime homophobe ?). Toutefois, dans le film d'Ang Lee, c'est l'hypothèse d'un massacre par un groupe homophobe qui est clairement suggérée par la vision d'Ennis del Mar. 